# Henri Masson
Eugène Henri Masson, född 17 januari 1872 i Paris, död 17 januari 1963 i Meudon, var en fransk fäktare.

Masson blev olympisk silvermedaljör i florett vid sommarspelen 1900 i Paris.